# Episodi di Cherif (quinta stagione)
La quinta stagione della serie televisiva Cherif è andata in onda sul canale francese France 2 dal 5 gennaio al 2 febbraio 2018.
In Italia è stata trasmessa su Giallo dal 9 aprile al 7 maggio 2018.
| n° | Titolo originale             | Titolo italiano                     | Prima TV Francia | Prima TV Italia |
| -- | ---------------------------- | ----------------------------------- | ---------------- | --------------- |
| 1  | Week-end mortel              | Weekend mortale                     | 5 gennaio 2018   | 9 aprile 2018   |
| 2  | Mauvaises rencontres         | Cattive compagnie                   | 5 gennaio 2018   | 9 aprile 2018   |
| 3  | L'ombre d'un héros           | L'ombra di un eroe                  | 12 gennaio 2018  | 16 aprile 2018  |
| 4  | Ce que veut Adeline…         | Quel che vuole Adeline              | 12 gennaio 2018  | 16 aprile 2018  |
| 5  | Ce que veut Kader…           | Quel che vuole Kader                | 19 gennaio 2018  | 23 aprile 2018  |
| 6  | La fièvre du vendredi soir   | La febbre del venerdì sera          | 19 gennaio 2018  | 23 aprile 2018  |
| 7  | Quand Cherif rencontre Huggy | L'incontro tra Cherif e Huggy       | 26 gennaio 2018  | 30 aprile 2018  |
| 8  | Au cœur du crime             | Al centro del crimine               | 26 gennaio 2018  | 30 aprile 2018  |
| 9  | Sur le fil - partie 1        | Sul filo del rasoio - prima parte   | 2 febbraio 2018  | 7 maggio 2018   |
| 10 | Sur le fil - partie 2        | Sul filo del rasoio - seconda parte | 2 febbraio 2018  | 7 maggio 2018   |

## Weekend mortale
- Titolo originale: Week-end mortel
- Diretto da: Chris Briant
- Scritto da: Lionel Olenga, Cécile Leclere, Yannick Hervieu, Nicolas Clement e Soiliho Bodin

### Trama
Tre settimane dopo l'arresto di Adeline, il capitano viene interrogato dal giudice Langlois come responsabile dell'omicidio di Pascal Garnier. Kader e i colleghi mettono in atto un rischioso piano per smontare l'impianto accusatorio. Scagionata la Briard, Cherif organizza per lei un romantico weekend nell'hotel del loro primo caso, sotto forma di gioco di ruolo nei panni di Cinnamon Carter, personaggio di Missione Impossibile. L'idillio dura però soltanto una notte, in quanto al mattino il cadavere di un personal trainer viene rinvenuto nel giardino dell'albergo.

## Cattive compagnie
- Titolo originale: Mauvaises recontres
- Diretto da: Karim Ouaret
- Scritto da: Cécile Leclere, Yannick Hervieu, Nicolas Clement e Soiliho Bodin

### Trama
In assenza dei proprietari, una villa viene occupata da un gruppo di adolescenti che la vandalizzano nel corso di una festa. La mattina seguente in mezzo a tanta confusione giace il cadavere di Zoé Santiago, ragazzina ribelle scappata da una comunità. Adeline, a riposo forzato in attesa del reintegro, riceve la visita del padre e progetta un trasloco.

## L'ombra di un eroe
- Titolo originale: L'ombre d'un héros
- Diretto da: Karim Ouaret
- Scritto da: Frédéric Azemar, Nicolas Clement, Soiliho Bodin e Lionel Olenga

### Trama
L'istruttore Berthier, amico ed ex collega di Baudemont, lo chiama da una zona commerciale di Taluyers dicendo di essere all'inseguimento dell'evaso Hervé Leray. Due colpi di pistola interrompono il dialogo e quando la polizia giunge sul posto trova il cadavere dell'ex sovrintendente. Adeline resta sorpresa dal fatto che lo psicologo Azouri l'abbia reintegrata, ma l'uomo le fa notare che presenta problemi più profondi.

## Quel che vuole Adeline
- Titolo originale: Ce que veut Adeline…
- Diretto da: Chris Briant
- Scritto da: Camille Pouzol, Nicolas Robert, Nicolas Clement, Soiliho Bodin e Lionel Olenga

### Trama
Kader torna ad avere una visione di sua nonna, che questa volta lo invita ad "accettare la verità". Da quel momento inizia a sentire i pensieri delle donne che sono vicino a lui, esclusa Adeline. In una clinica privata di Lione un neonato viene rapito, un ostetrico ucciso con notevole violenza e una dottoressa ferita.

## Quel che vuole Kader
- Titolo originale: Ce que veut Kader…
- Diretto da: Chris Briant
- Scritto da: Lionel Olenga, Julien Anscutter e Julie-Anna Grignon

### Trama
In un motel vicino all'aeroporto di Lione un inserviente vede Eddie Valette fuggire da una stanza dove giace il cadavere di una donna. Prima di essere identificato, il quindicenne chiede rifugio a Kader, raccontandogli che l'assistente sociale vorrebbe mandarlo a Nancy da uno zio, ma Cherif e la Briard sono ormai prossimi a trasferirsi in Québec.

## La febbre del venerdì sera
- Titolo originale: La fièvre du vendredi soir
- Diretto da: Bruno Garcia
- Scritto da: Nicolas Clement, Soiliho Bodin e Lionel Olenga

### Trama
É trascorso un mese dall'addio di Adeline e Kader non si è ancora ripreso, nonostante continui a svolgere in maniera eccellente il proprio lavoro. Jean-Paul lo obbliga a lavorare in coppia con la Le Goff alle indagini sulla morte di Sophie Talmon, una giovane promessa del tennis.

## L'incontro tra Cherif e Huggy
- Titolo originale: Quand Cherif rencontre Huggy
- Diretto da: Karim Ouaret
- Scritto da: Lionel Olenga e Nicolas Robert

### Trama
Pierre Turquet, contabile di un'agenzia immobiliare, viene trovato riverso sul volante della sua auto, con un coltello piantato nel petto. Kader, che non riesce a togliersi dalla testa il ricordo di Adeline, viene convocato dal preside del liceo di Eddie dopo che il ragazzo si è azzuffato con un compagno.
- Guest star: Antonio Fargas (Huggy Bear)

## Al centro del crimine
- Titolo originale: Au cœur du crime
- Diretto da: Karim Ouaret
- Scritto da: Lionel Olenga, Nicolas Clement e Soiliho Bodin

### Trama
La trasmissione televisiva Crimini a Lione monta un set davanti al commissariato per intervistare Jean-Paul riguardo ad un vecchio caso di trent'anni prima. Nel corso del programma la giornalista Melanie Tanger crolla a terra, morta. La spregiudicatezza con la quale la vittima svolgeva il proprio lavoro, sempre alla ricerca di nuovi scoop, porta i capitani a conoscere diversi sospettati. Nel frattempo Eddie continua ad avere problemi a scuola.

## Sul filo del rasoio - prima parte
- Titolo originale: Sur le fil - partie 1
- Diretto da: Bruno Garcia
- Scritto da: Julie-Anna Grignon, Julien Anscutter, Lionel Olenga, Nicolas Clément, Soiliho Bodin

### Trama
Mentre Eugène Razowsky tenta di convincere Jean-Paul di essere stato aggredito da Kader nel corso della notte precedente, Martin Lacombe – proprietario di un'enoteca – viene sorpreso dalla polizia mentre è intento a saccheggiare il proprio locale. Portato in commissariato, l'uomo spiega che un sequestratore sta tenendo prigioniera la moglie Élise. All'arrivo della polizia la donna viene trovata morta.

## Sul filo del rasoio - seconda parte
- Titolo originale: Sur le fil - partie 2
- Diretto da: Bruno Garcia
- Scritto da: Julie-Anna Grignon, Julien Anscutter, Lionel Olenga, Nicolas Clément, Soiliho Bodin

### Trama
Il comandante Dupré ordina di non arrestare i poliziotti-giustizieri al fine di identificare il capo del gruppo. Per Cherif è sempre più difficile tenere in piedi la messinscena.